# Peter Janssens
Peter „Piet“ Janssens (* 17. Juni 1934 in Telgte bei Münster; † 24. Dezember 1998 ebenda) war ein deutscher Musiker, Komponist und Mitbegründer des Sacro Pop.

## Leben
Peter Janssens wurde als letztes von zwölf Kindern in der Nähe der westfälischen Kleinstadt Telgte geboren. Das ländliche Leben in einem durch Wallfahrten geprägten, überwiegend katholischen Ort und der bereits in jungen Jahren begonnene Klavierunterricht bei seiner Mutter bestimmten seine Kindheit. Durch den Besuch des Gymnasiums im benachbarten Münster erschlossen sich neue, bald auch studentische Kreise, in denen Janssens politisch zu denken begann.
Ab 1961 studierte Peter Janssens an der Universität Münster die Fächer Soziologie, Geschichte und Musikwissenschaft.
Nach einem Aufenthalt als musikalischer Leiter der Schauspielmusik am Deutschen Theater in Buenos Aires, Argentinien, folgte sein Musikstudium an der Musikhochschule Köln und eine Anstellung als Korrepetitor an den Städtischen Bühnen Münster.
Peter Janssens war von 1966 bis 1975 musikalischer Leiter bei den Festspielen in Bad Hersfeld.
In dieser Zeit entstand der Wunsch, seine religiösen Überzeugungen auch musikalisch umzusetzen. So begann eine schöpferische Periode im Bereich der dem Neuen Geistlichen Lied gegenüber aufgeschlossenen Kirchengemeinden und Jugendverbände, die mit Beatmessen begann und in abendfüllende Musicals überging. Um die Lieder öffentlich in Konzerten, bei Gottesdiensten und im Rahmen der Kirchentage präsentieren zu können, gründete Janssens 1976 ein „Gesangsorchester“, in dem unter anderem auch Ludger Edelkötter und Detlev Jöcker mitwirkten. Sängerinnen und Sänger, die meist auch mehrere Instrumente spielten, bildeten ein ständiges Ensemble für die häufigen Auftritte und Aufführungen im deutschsprachigen Raum.
Janssens komponierte zahlreiche neue geistliche Lieder, Songs und Musicals (Dietrich Bonhoeffer – ein Leben im Widerstand). Neben geistlichen Liedern schuf er Kinderlieder (z. B. Herr Uklatsch). Dabei arbeitete er unter anderem mit Ernesto Cardenal, Friedrich Karl Barth, Wilhelm Willms, Rolf Krenzer, Alois Albrecht und Jürgen Fliege zusammen. Auf zahlreichen kirchlichen Großveranstaltungen begeisterte er die Menschen mit seinen Liedern.
Die Frage, was ein gelungenes Lied sei, beantwortete Peter Janssens einmal so: „Wenn ein guter Text und eine gute Melodie zusammenkommen und sich heiraten, wird daraus ein Drittes, ein gutes Lied!“
Die Lieder von Peter Janssens fanden unter anderem Eingang ins katholische Gotteslob, in das Evangelische Gesangbuch und ins Gesangbuch der Evangelisch-methodistischen Kirche.
Er lebte von 1972 bis zu seinem Tod mit seiner Frau, den drei gemeinsamen Kindern in seinem Geburtshaus in Telgte.

## Mitgliedschaften
Peter Janssens war Mitglied der Oekumenischen Textautoren- und Komponistengruppe der Werkgemeinschaft Musik e. V. und der AG Musik in der Ev. Jugend e. V., heute Textautoren- und Komponistengruppe TAKT.

## Auszeichnungen
- 1971: Hersfeld-Preis[2]

## Ehrungen

2004 wurde in Telgte der Peter-Janssens-Weg eingeweiht

Am 17. Juni 2004, dem Tag, an dem Peter Janssens 70 Jahre alt geworden wäre, benannte die Stadt Telgte eine Straße nach ihm.

## Werke
- Mit lauter Stimme ruf ich zum Herrn, 1965 (Text: Romano Guardini)
- Überall wirkt Gottes Geist, 1966, (Text: Lutz Hoffmann, Franz Mausberg, Karl Norres, Leo Schuhen)
- Heilig, heilig, heilig, Herr und Gott, 1969, aus: Friedens-Messe (Text: Helmut Virnekäs)
- Gute Nachricht für alle Völker, 1970 (Text: Hans Bernhard Meyer)
- Herr, wir bringen in Brot und Wein
- Singt dem Herrn alle Völker und Rassen
- Wir können nicht schweigen, 1970 (Text: Bonner Theologen-Team R. Gille / P. Janssens / L. Pesch / R. Sonnen)
- Wir haben einen Traum – Unser Leben sei ein Fest, 1972 (Text: Alois Albrecht, Josef Metternich Team)
- Gebet für Marilyn Monroe – Psalm 21, 1972 (Text: Ernesto Cardenal)
- Menschensohn I und II, 1972, Sacropop-Musical (Text: Karl Lenfers)
- Wir jagen die Räuber fort, 1972 (Text: H. Scupin, H. Wohlgemuth u. a.)
- Wir hören schon die Musik, 1973 (Gesänge von Ernesto Cardenal und Peter Janssens)
- Die Bauernoper, 1973, Szenen aus dem deutschen Bauernkrieg (1525) von Yaak Karsunke und Peter Janssens
- Ein Halleluja für dich, 1973 (Texte von Alois Albrecht)
- Ihr seid meine Lieder, 1974 (Stundengebete des römischen Breviers in Texten von Alois Albrecht)
- Fridolin und Kater Mau. 1973, Kinder-Musical (Text: Werner Baer)
- Ave Eva oder Der Fall Maria, 1974 (Text: Wilhelm Willms)
- Willi Schlappohr, 1975, Musikspiel (Text: Werner Baer)
- Ruhrkampf-Revue, Theater, Frankfurt 1975 (Text: Yaak Karsunke)
- Fest der Hoffnung, 1976, Lieder zum indischen Hungertuch (Text: Wilhelm Willms)
- Circus Mensch, 1976, Ein musikalisches Spektakel (Text: Wilhelm Willms)
- Break down the walls, 1976 (Text: Ernesto Cardenal, Hans-Jürgen Netz, Wilhelm Willms u. a.)
- Die Statuten des Menschen, 1977 (Gesänge von Thiago de Mello und Peter Janssens)
- Der Herr ist mein Sinn, nie werde ich funktionieren, 1977 (Text: Alois Albrecht, Yaak Karsunke u. a.)
- Unkraut Leben, 1977, Lieder zum Kirchentag Berlin
- Wann kommt der Tag, 1978, Lieder zum Advent und eine Kantate (Texte: Friedrich Karl Barth, Ursula Barth, Peter Beier, Wilhelm Willms u. a.)
- Franz von Assisi, 1978, Musikspiel (Text: Wilhelm Wilms)
- Uns allen blüht der Tod, 1979, Ein Fest für die Lebenden (Text: Friedrich Karl Barth, Peter Horst)
- Spielball Schöpfung, 1983, Ein Zweifel-Hoffnungsfest (von H.-J. Eimüller und Peter Janssens)
- Elisabeth von Thüringen, 1984, Musikspiel (Text: Hermann Schulze-Berndt)
- Das Tierparlament, 1985, Musikspiel (Text: Hermann Schulze-Berndt)
- Jesus, einer von uns, 1987, Musikspiel (Text: Christa und Michael Blanke)
- Ehrfurcht vor dem Leben, Ein Requiem für Albert Schweitzer, 1990 (Text: Stephan Kiepe-Fahrenholz)
- Das Licht einer Kerze, Advents- und Weihnachtslieder, 1991 (Text: Rolf Krenzer, Sybille Fritsch, Christine Heuser, Hans-Jürgen Netz, Stephan Kiepe-Fahrenholz)
- Mirjams Mose
- Gott zieht vor uns her, Mose und Joshua, 1991 (Text: Rolf Krenzer) 1991, Musikspiel in 4 Teilen, (Text: Schall-Team)
- Kerzen im Advent („Grüner Kranz mit roten Kerzen“) (Text: Rolf Krenzer)
- Neues Kolpinglied, 1991 (Text: Hermann Schulze-Berndt)
- Passion der Eingeborenen, 1992, Ein Musik-Panorama über die Geschichte Lateinamerikas (1492–1992) (Text: Stephan Kiepe-Fahrenholz)
- Auf Messers Schneide, Alte und neue Kirchentags-Lieder, 1992 (von Sybille Fritsch, Wilhelm Willms, Alois Albrecht, u. a. und Peter Janssens)
- Kippe im Kopf, Müllkantate, 1992 (Text: Stephan Kiepe-Fahrenholz)
- Kleiner Spatz von Irgendwo – Träum dir doch einen Drachen, 1992, 26 Kinderlieder von Rolf Krenzer und Peter Janssens
- Als Gott sein Kind zur Welt geschickt, 1992, Zehn Lieder zu einem Krippenspiel, 1992 (Text: Rolf Krenzer)
- Bye Bye Jona, 1992 (Text: Rolf Krenzer)
- Obed, 1993, Kinderkirchentag München 1993, Lieder von Rolf Krenzer und Peter Janssens
- Der Turm, 1994 (Text: Rolf Krenzer)
- Meine Lieder, 1994, eine Hit-Auswahl zum gleichnamigen Liederbuch von Peter Janssens
- Dietrich Bonhoeffer, 1995 (Text: Priska Beilharz)
- Tag für Tag und Jahr für Jahr, 1996 (Lieder von Rolf Krenzer und Peter Janssens als Begleitung des gleichnamigen Werkbuches im Lahn Verlag)
- Hildegard von Bingen, 1997 (Text: Jutta Richter)
- Es ist eine Mutter, Kirchentag in Leipzig 1997 (Lieder von Sybille Fritsch, Jutta Richter, Michael Blanke, Hans-Jürgen Netz und Peter Janssens)
- Die Brücke fließt, Ein Singspiel über das Zusammenleben von drei Religionen, 1998 (Text: Priska Beilharz)

und viele andere

## Filmografie
- 1981: Tatort: Das Zittern der Tenöre (Musik und Darsteller) – Regie: Hans-Dieter Schwarze